# 광명시의 향토문화유산
광명시의 향토문화유산은 「문화재보호법」 제2조제1항에 열거된 문화재의 유형 중 국가나 경기도의 문화재로 지정되지 아니하였음에도 향토의 역사·문화·예술적 가치 있는 것에 대하여 보호 및 관리할 가치가 있는 유형·무형·기념물·민속자료 등을 말한다.

## 목록
| 번호 | 그림 | 명칭                               | 소재지                   | 소유자 (관리자)  | 지정·해제일자                                                       | 비고 |
| ---- | ---- | ---------------------------------- | ------------------------ | ---------------- | ------------------------------------------------------------------- | ---- |
| 1호  |      | 철산동 지석묘                      | 광명시 철산동 222-1      | 광명시           | 1985년 12월 24일 지정                                               |      |
| 2호  |      | 정원용 묘                          | 광명시 노온사동 산 178-6 | 정진흡           | 1985년 12월 24일 지정                                               |      |
| 3호  |      | 관감당                             | 광명시                   |                  | 지정일자 미상, 1996년 12월 24일 해제, 경기 문화재자료 제90호로 승격 |      |
| 4호  |      | 이순신 묘                          | 광명시 일직동 산26-7     | 이병헌           | 1987년 9월 10일 지정                                                |      |
| 5호  |      | 영모재 및 분성군 김응수 가전고문서 | 광명시 노온사동 648-1    | 김우택           | 2005년 1월 22일 지정                                                |      |
| 6호  |      | 아방리 농요                        | 광명시 노온사동          | 아방리민속보존회 | 2009년 11월 17일 지정                                               |      |
| 7호  |      | 설계조 영정                        | 광명시 가학동 494        | 순창설씨종친회   | 2009년 11월 17일 지정                                               |      |

## 참고 문헌
- 광명시 홈페이지 - 고시/공고